# Brachylepadomorpha
Brachylepadomorpha zijn een onderorde van zeepokken.

## Soorten
De volgende families zijn bij de onderorde ingedeeld:
- † Brachylepadidae Woodward, 1901
- Neobrachylepadidae Newman & Yamaguchi, 1995